# Derris palmifolia
Derris palmifolia är en ärtväxtart som beskrevs av Woon Young Chun och Foon Chew How. Derris palmifolia ingår i släktet Derris och familjen ärtväxter. Inga underarter finns listade i Catalogue of Life.